# Beteiligung an einer Schlägerei
Die Beteiligung an einer Schlägerei stellt im Strafrecht Deutschlands einen Straftatbestand dar, der im 17. Abschnitt des Besonderen Teils des Strafgesetzbuchs (StGB) in § 231 geregelt ist. Der Tatbestand zählt zu den Körperverletzungsdelikten. Er schützt vor den durch die Beteiligten nur schwer kontrollierbaren Verletzungsgefahren, die von einer Schlägerei oder einem körperlichen Angriff mehrerer ausgehen.
§ 231 StGB verbietet die Teilnahme an Schlägereien oder an von mehreren verübten Angriffen. Eine Strafbarkeit nach § 231 StGB setzt voraus, dass die Tat zum Tod eines Menschen oder zu einer schweren Körperverletzung führt.
§ 231 StGB sieht eine Freiheitsstrafe bis zu drei Jahren oder eine Geldstrafe vor.
Allerdings ist die Beteiligung an einer Schlägerei, auch wenn sie keine schweren Folgen hatte, als Körperverletzung strafbar; bei Schlägereien mit mehr als zwei Beteiligten gilt dies sogar dann, wenn alle Beteiligten in die Teilnahme eingewilligt haben.
§ 231 StGB steht also stets in Tateinheit mit schwereren Tatbeständen.

## Normierung
§ 231 StGB lautet seit seiner letzten Änderung vom 1. April 1998 wie folgt:
Da als Mindeststrafe Geldstrafe vorgesehen ist, handelt es sich bei der Beteiligung an einer Schlägerei gemäß § 12 Absatz 2 StGB um ein Vergehen.
§ 231 StGB dient dem Schutz der körperlichen Integrität. Er soll verhindern, dass sich Personen an Schlägereien oder Angriffen beteiligen und dadurch die Gefahr von Körperverletzungen schaffen. Zudem dient die Norm der Vermeidung von Beweisschwierigkeiten: Da es bei Schlägereien schwierig ist, Verletzungserfolge einzelnen Personen zuzuordnen, ermöglicht § 231 StGB auch dann eine Bestrafung, wenn eine solche Zuordnung nicht möglich ist, weil sich der Sachverhalt nur unzureichend aufklären lässt. Nach überwiegender Auffassung in der Rechtswissenschaft handelt sich bei § 231 StGB daher um ein abstraktes Gefährdungsdelikt.

## Entstehungsgeschichte
Das Kriminalgesetzbuch für das Herzogtum Braunschweig von 1840 stellte in § 153 Absatz 2 StGB die Beteiligung an einem Raufhandel unter Strafe. Das Delikt stand im Kontext der Tötungsdelikte. Strafbar machte sich hiernach, wer sich an einer Schlägerei beteiligte, die zum Tod eines Menschen führte.
Das preußische Strafgesetzbuch von 1851 erhielt in § 194 einen weiter gefassten Tatbestand, der zum Vorbild für die im nächsten Absatz behandelte Vorschrift wurde.
Das Strafgesetzbuch für den Norddeutschen Bund bzw. Reichsstrafgesetzbuch (RStGB) enthielt in § 227 einen Tatbestand, der die Beteiligung an einer Schlägerei oder einem tätlichen Angriff mehrerer unter Strafe stellte. Die Norm lautete damals wie folgt:
Die im letzten Satz vorgesehene Zuchthausstrafe dauerte mindestens ein Jahr, bei mildernden Umständen konnte gemäß § 228 RStGB auf Gefängnisstrafe von einem Monat bis zu fünf Jahren erkannt werden. 
Das Strafgesetzbuch der DDR enthielt keine vergleichbaren Tatbestand. 
In Westdeutschland wurde zum 1. April 1970 die Gefängnis- und Zuchthaus- durch Freiheitsstrafe von gleicher Dauer abgelöst. Zum 1. Januar 1975 die Möglichkeit, eine Geldstrafe im Tatbestand ergänzt und der zweite Absatz gestrichen.
Die bislang letzte Änderung des Tatbestands erfolgte durch das Sechste Strafrechtsreformgesetz von 1998. Durch dieses wurde der damalige § 227 StGB im Zuge der Neuordnung der Körperverletzungsdelikte auf § 231 StGB verschoben. Der Ausschluss der Strafbarkeit für den Fall der nicht vorwerfbaren Beteiligung an der Schlägerei wurde in den neu geschaffen § 231 Absatz 2 StGB übertragen. Im Übrigen waren die Änderungen lediglich sprachlicher Natur. Die Bundesregierung plante zunächst die Abschaffung des Tatbestands, konnte sich hiermit allerdings nicht im Bundesrat durchsetzen.

## Objektiver Tatbestand
§ 231 StGB nennt zwei Handlungsalternativen: Die Teilnahme an einer Schlägerei und die Teilnahme an einem Angriff mehrerer.

### Schlägerei
Bei einer Schlägerei handelt es sich um eine mit gegenseitigen Körperverletzungen verbundene tätliche Auseinandersetzung zwischen mindestens drei Personen. Die erforderliche dritte Person kann nach überwiegender Auffassung auch im Nachhinein dazukommen; entfernt sie sich allerdings, ist die Schlägerei beendet.
Der Teilnahmebegriff in § 231 StGB entspricht nach vorherrschender Auffassung in der Rechtswissenschaft nicht dem Teilnahmebegriff des § 28 Absatz 2 StGB, sondern geht über ihn hinaus. Eine Beteiligung kann durch körperliches Mitwirken an Tätlichkeiten in feindseliger Willensrichtung erfolgen, etwa durch das Schlagen anderer. Nach vorherrschender Auffassung kann eine Beteiligung weiterhin durch das psychische Unterstützen derjenigen erfolgen, die Tätlichkeiten begehen, beispielsweise durch verbales Anfeuern.
Die Beteiligteneigenschaft entfällt nicht dadurch, dass eine Person gerechtfertigt oder entschuldigt am Geschehen mitwirkt. Insbesondere gelten damit auch solche Personen als beteiligt, die in Trutzwehr handeln, da diese die Gefahrenlage aktiv beeinflussen. Kein Beteiligen liegt allerdings vor, wenn eine Person ausschließlich Schutzwehr übt, da sie die Gefährlichkeit des Geschehens aufgrund ihrer Passivität nicht erhöht. Ebenfalls keine tatbestandsmäßige Beteiligung liegt vor, wenn eine Person lediglich eingreift, um den Streit zu schlichten. Einer solchen Person fehlt es an der erforderlichen feindlichen Willensrichtung.

### Von mehreren verübter Angriff
Bei einem von mehreren verübter Angriff handelt es sich um einen unmittelbar auf die körperliche Verletzung eines anderen bezogenes Verhalten von mindestens zwei Personen. Für diese Alternative genügt demnach ein einseitiges Verletzen seitens der Angreifer. Es muss jedoch nicht zwingend zu Tätlichkeiten kommen, wie bei der Teilnahme an einer Schlägerei genügt ein Verhalten, das sich darauf richtet, die Herbeiführung von Körperverletzungen zu fördern.
Die Annahme eines Angriffs mehrerer setzt nicht voraus, dass es sich bei den Angreifern um Beteiligte im Sinne von § 28 Absatz 2 StGB handelt. Ein Handeln mehrerer liegt vor, wenn mindestens zwei Personen das gleiche Opfer mit einem gleichgerichteten Willen angreifen.

## Subjektiver Tatbestand
Eine Strafbarkeit wegen Beteiligung an einer Schlägerei erfordert gemäß § 15 StGB, dass der Täter mit Vorsatz bezüglich aller Tatbestandsmerkmale handelt. Hierbei genügt jede Vorsatzform. Der Täter muss daher zumindest Kenntnis von den objektiven Tatbestandsmerkmalen haben und den Eintritt des Taterfolgs in Kauf nehmen.

## Eintritt einer schweren Tatfolge

### Systematische Einordnung
Die Beteiligung an einer Schlägerei oder einem Angriff ist nur dann strafbar, wenn die Schlägerei zum Eintritt einer schweren Verletzung führt.
Nach vorherrschender Auffassung in der Rechtswissenschaft handelt es sich bei diesem Kriterium um eine objektive Bedingung der Strafbarkeit. Eine Strafbarkeit setzt daher nicht voraus, dass der Täter diesbezüglich mit Vorsatz handelt. Auch Fahrlässigkeit ist nicht erforderlich, da es sich bei § 231 StGB nicht um eine Erfolgsqualifikation im Sinne von § 18 StGB handelt. Zudem ist es unerheblich, ob die Herbeiführung der schweren Folge gerechtfertigt ist.

### Voraussetzungen
Als mögliche schwere Folgen benennt § 231 StGB den Tod eines Menschen und die schwere Körperverletzung im Sinne des § 226 StGB. Die schwere Folge kann bei einem Beteiligten oder einem Unbeteiligten eintreten.
Die schwere Folge muss eine unmittelbare Folge der Gefährlichkeit der Schlägerei darstellen. Dies beurteilt sich nach den Regeln der objektiven Zurechnung. Ein hinreichender Zurechnungszusammenhang besteht etwa, wenn die schwere Folge unmittelbar durch einen Schlag oder durch das Zurückweichen vor einem solchen herbeigeführt wird. Nicht mehr zurechenbar ist es hingegen, wenn ein Zuschauer aufgrund eines Herzinfarkts stirbt, während er die Schlägerei verfolgt.

### Streitfrage: Zeitpunkt des Eintritts der Folge
Umstritten ist in der Rechtswissenschaft, ob ein Beteiligter auch dann bestraft werden kann, wenn die schwere Folge zu einem Zeitpunkt eintritt, zu dem er noch nicht oder schon nicht mehr an der Schlägerei beteiligt ist.
Die Rechtsprechung und die überwiegende Auffassung in der Rechtslehre bejahen in beiden Fällen eine Strafbarkeit, da andernfalls die Beweisschwierigkeiten aufträten, die § 231 StGB gerade vermeiden wolle. Die Norm knüpfe die Handlung zwecks Vereinfachung der Beweisführung lediglich an die Gefahrschaffung und verlangt darüber hinaus keine Verantwortlichkeit des Täters für den Eintritt der schweren Tatfolge.
Nach einer Gegenauffassung kommt eine Bestrafung wegen Beteiligung an einer Schlägerei hingegen lediglich für denjenigen in Frage, der im Zeitpunkt des Eintritts der schweren Folge an der Tat beteiligt ist. Diese Ansicht argumentiert mit dem verfassungsrechtlich gewährleisteten Schuldprinzip: Eine andere Bewertung führte dazu, dass der Täter für die Gefahrschaffung durch Dritte strafrechtlich haftete. Es wird aber auch schon grundlegend bezweifelt, dass die Rechtsfigur der objektiven Bedingung der Strafbarkeit mit dem Schuldprinzip im Strafrecht vereinbar ist; es wird also kritisiert, dass der Täter so für fremdes Unrecht bestraft werden könnte, das ihm persönlich nicht vorwerfbar sei. Demnach müsste auch die Folge vom Täter zumindest fahrlässig herbeigeführt worden sein.
Eine weitere Auffassung differenziert zwischen Teilnahme vor und nach dem Eintritt der schweren Folge. Ist die Folge bereits eingetreten, bevor sich der Täter an der Schlägerei beteiligt, könne er nicht aus § 231 StGB bestraft werden, da er sich nicht an der Schaffung der strafbarkeitsbegründenden Gefahr beteiligt hat. Verlässt er dagegen die Schlägerei, bevor die schwere Folge eintritt, könne er aus § 231 StGB bestraft werden, da er sich am Entstehen der Verletzungsgefahr beteiligt hat, die sich im Verletzungserfolg realisiert.

## Vorwerfbarkeit der Beteiligung
Gemäß dem zweiten Absatz muss die Beteiligung dem Täter vorzuwerfen sein. Nach überwiegender Auffassung in der Rechtswissenschaft handelt es sich hierbei lediglich um einen deklaratorischen Verweis auf mögliche Rechtfertigungs- und Entschuldigungsgründe.
Die Vorwerfbarkeit fehlt nach vorherrschender Auffassung bei einer Person, die ohne eigenes Verschulden in das Tatgeschehen verwickelt wird. Ausgeschlossen ist eine Rechtfertigung durch Einwilligung, da der Tatbestand ein Allgemeininteresse schützt, das nicht zur Disposition einzelner Beteiligter steht.

## Prozessuales und Strafzumessung
Bei § 231 StGB handelt es sich um ein Offizialdelikt, weshalb eine Strafverfolgung auch ohne Strafantrag des Verletzten möglich ist.
Die Verfolgungsverjährung beginnt gemäß § 78a StGB, sobald die objektive Bedingung der Strafbarkeit, also der Tod bzw. die schwere Körperverletzung, eintritt. Die Verjährungsfrist beträgt gemäß § 78 Absatz 3 Nummer 4 StGB fünf Jahre.

## Gesetzeskonkurrenzen
Werden im Zusammenhang mit einer Tat nach § 231 StGB weitere Delikte verwirklicht, können diese zur Beteiligung an einer Schlägerei in Gesetzeskonkurrenz stehen.
Nach überwiegender Auffassung steht eine Tat nach § 231 StGB zu Körperverletzungs- und Tötungsdelikten aufgrund ihrer unterschiedlichen Schutzzwecke in Tateinheit (§ 52 StGB).

## Rechtslage in anderen Staaten
Im Strafrecht der Schweiz stellt Art. 133 des Strafgesetzbuchs die Teilnahme an einem Raufhandel unter Strafe. Hiernach wird mit Freiheitsstrafe bis zu drei Jahren oder mit Geldstrafe bestraft, wer sich an einem Raufhandel beteiligt, der den Tod oder die Körperverletzung eines Menschen zur Folge hat. Tritt ein solche Folge durch einen von mehreren verübten Angriff ein, beträgt die Höchststrafe nach Art. 135 fünf Jahre. Wegen der in Tateinheit stehenden Körperverletzung ergibt sich unter Umständen eine höhere Strafdrohung.
In Österreich ist die Beteiligung an einem Raufhandel gemäß § 91 des Strafgesetzbuchs strafbar. Die Struktur des Tatbestands entspricht teilweise dem deutschen § 231 StGB. Körperverletzung kann in Tateinheit stehen.